# Enthybride

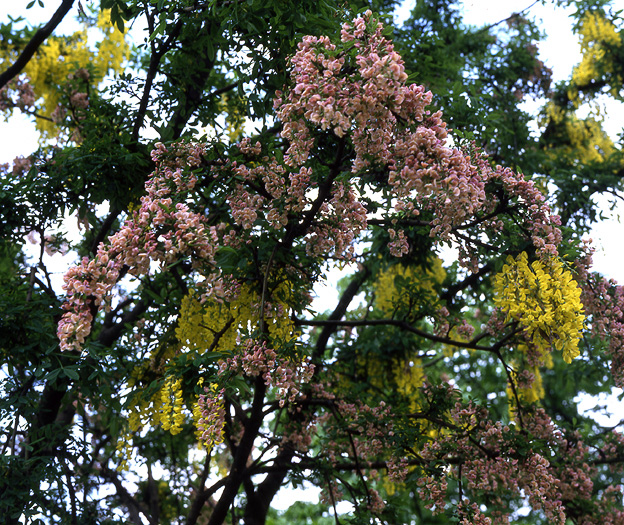
De boom +Laburnocytisus 'Adamii' is een voorbeeld van een enthybride

Een enthybride, entchimeer of entbastaard kan ontstaan op het grensvlak tussen onderstam en ent en zal eigenschappen hebben die liggen tussen die van beide 'ouders'. Een enthybride is géén hybride of bastaard (kruising) maar bestaat uit een mengsel van cellen van beide 'ouders': het is een chimaera.
Vermeerdering gebeurt uitsluitend vegetatief. De praktijk leert dat een enthybride niet bijzonder stabiel is: ze slaat makkelijk terug naar een van beide 'ouders'.

## Naamgeving
Volgens artikel 21 van de ICNCP kan een enthybride aangeduid worden met hetzij
- een formule: de namen van beide 'ouders', in alfabetische volgorde, met daartussen een optelteken, bijvoorbeeld Crataegus + Mespilus of Syringa ×chinensis + Syringa vulgaris.
- een naam: 
  - als de 'ouders' tot twee verschillende genera horen door een deel van de naam van het ene genus samen te voegen met de gehele naam van het andere genus. Deze naam mag niet gelijk zijn aan een naam die onder de ICBN gepubliceerd is. Zo is bijvoorbeeld +Crataegomespilus de naam voor de enthybride die ook aangeduid kan worden met de formule Crataegus + Mespilus. Deze verschilt duidelijk van ×Crataemespilus, de naam onder de ICBN voor de kruising tussen Crataegus en Mespilus, welke ook aangeduid kan worden met de formule Crataegus × Mespilus.
  - Enthybriden met dezelfde ouders kunnen van elkaar worden onderscheiden met een cultivarnaam.